# صناعة (علم الآثار)

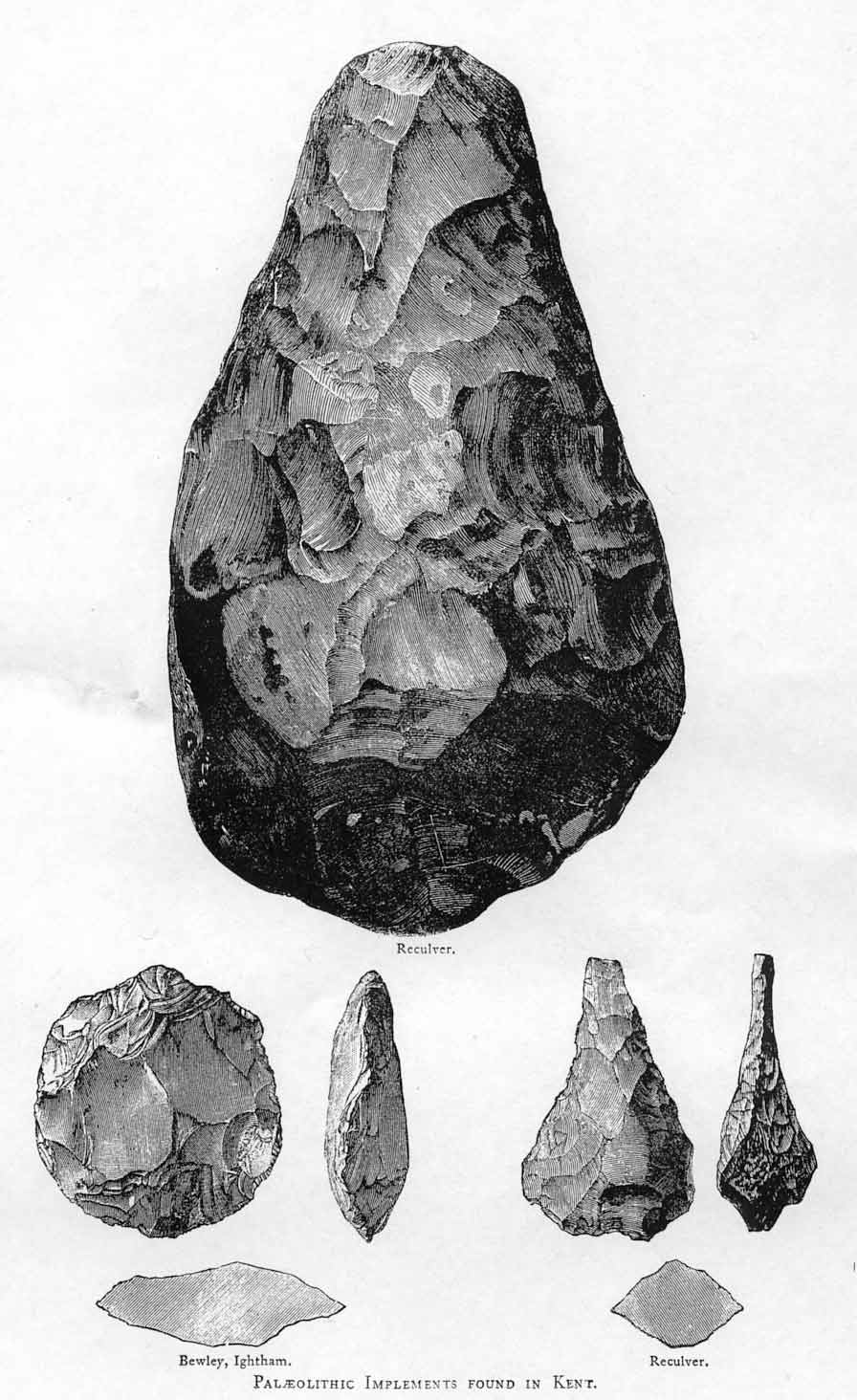
فأس حجري أشوليني من كينت. الأنواع الموضحة هي (في اتجاه عقارب الساعة من الأعلى) القلبية، والفيكرون، والبيضاوي.

في علم الآثار من العصر الحجري، وهي صناعة أو مجمع تقني هو تصنيف نمطي للأدوات الحجرية.
تتكون الصناعة من عدد من التركيبات الحجرية، تتضمن عادةً مجموعة من الأنواع المختلفة من الأدوات، والتي يتم تجميعها معًا على أساس الخصائص التكنولوجية أو المورفولوجية المشتركة. على سبيل المثال، الصناعة الأشولينية تشمل الفأس الحجري، السواطير، الكاشطات وغيرها من الأدوات مع أشكال مختلفة، ولكن التي صُنعت عن طريق الاختزال المتماثل لنواة ثنائية الوجه تنتج رقائق كبيرة. عادة ما تُسمى الصناعات على اسم موقع النوع حيث لوحظت هذه الخصائص لأول مرة (على سبيل المثال، تم تسمية الصناعة الموستيرية على اسم موقع Le Moustier). على النقيض من ذلك، تم التعرف على رؤوس الفؤوس من العصر الحجري الحديث من صناعة فأس لانغديل كنوع ما قبل فترة طويلة من تحديد المركز في غريت لانغديل من خلال اكتشافات ديبيتاج وغيرها من بقايا الإنتاج، وأُكد بواسطة علم وصف الصخور (التحليل الجيولوجي). استخرج الحجر وأُنتجت رؤوس الفؤوس الخشنة هناك، ليتم العمل عليها بشكل أفضل وصقلها في مكان آخر.
كتصنيف علمي للمصنوعات اليدوية، تحتل الصناعات مرتبة أعلى من الحضارات الأثرية. عادة ما يتم تعريف الثقافات من مجموعة من أنواع المصنوعات اليدوية المختلفة ويعتقد أنها مرتبطة بتقاليد ثقافية مميزة. على النقيض من ذلك، يتم تعريف الصناعات من خلال العناصر الأساسية للإنتاج الصخري والتي ربما استخدمت من قبل العديد من المجموعات البشرية غير ذات الصلة على مدى عشرات أو حتى مئات الآلاف من السنين، وعبر نطاقات جغرافية واسعة جدًا. تمتد المواقع التي تنتج أدوات من الصناعة الأشولينية من فرنسا إلى الصين، وكذلك إفريقيا. وبالتالي، يُعتقد أن التحولات بين الصناعات الحجرية تعكس معالم رئيسية في التطور البشري، مثل التغيرات في القدرة المعرفية  أو حتى استبدال نوع بشري بآخر. ومع ذلك، فإن النتائج المستخلصة من دراسات الحمض النووي القديمة تصف العديد من التغييرات وفترات الركود في السكان الأوروبيين التي لا تنعكس بقوة في أطر التصنيف الثقافية الحالية. لذلك، قد تأتي المصنوعات اليدوية من صناعة واحدة من عدد من الثقافات المختلفة.